# Staircase to the Moon
Als Staircase to the Moon (deutsch: Treppe zum Mond), oder auch Stairway to the Moon, wird ein Naturschauspiel bezeichnet, das man entlang der nördlichen Küstenlinie von Western Australia von Onslow über Dampier, Port Hedland bis Broome beobachten kann, wenn der Vollmond bei Ebbe über der Küste aufgeht.
Sobald der Mond am Horizont sichtbar wird, treffen seine Strahlen auf die Pfützen, die beim Absinken des Meeresspiegels übriggeblieben sind, und erzeugen dadurch die Illusion einer Lichttreppe, die etwa 15 Minuten andauert.